# Championship League Snooker 2025
Championship League Snooker 2025 – dwudziesta czwarta edycja zawodów snookerowych rozgrywanych w Leicester Arena w Leicester w Anglii. W turnieju wystąpiło 25 zawodników, którzy w 8 grupach rozgrywanych na przestrzeni jednego miesiąca (3 stycznia–5 lutego 2025) rozgrywały swoje mecze.

## Format turnieju
- Wszystkie mecze rozgrywane są do 3 wygranych frejmów.
- Kryteria klasyfikowania zawodników w grupach: większa liczba zdobytych punktów, większa liczba wygranych frejmów, mniejsza liczba przegranych frejmów, zwycięzca bezpośredniego spotkania.
- W grupie 1 rywalizuje 7 zawodników systemem każdy z każdym. 4 najlepszych awansowało do play-offów, których zwycięzca przechodził do tzw. Grupa Zwycięzców. Przegrani w play-offach oraz 5. zawodnik z grupy przechodzą do rozgrywek grupy 2, gdzie do rywalizacji dołącza kolejnych 3 graczy. Zawodnicy zajmujący 6. i 7. miejsce w danej grupie odpadają z zawodów. System rozgrywek powtarza się przez kolejnych 7 grup.
- Po rozgrywkach w 7 grupach wyłonionych zostanie 7 uczestników grupy zwycięzców, w której rywalizacja toczy się na podobnych zasadach, jak w poprzednich grupach. Zwycięzca finału grupy zwycięzców zostanie triumfatorem całego turnieju.

## Nagrody
| Grupy 1-7                     | Nagroda   |
| ----------------------------- | --------- |
| Zwycięzca                     | 3000 £    |
| Finał                         | 2000 £    |
| Półfinał                      | 1000 £    |
| Wygrany frejm (faza grupowa)  | 100 £     |
| Wygrany frejm (faza play-off) | 300 £     |
| Najwyższy break               | 500 £     |
| Grupa zwycięzców              | Nagroda   |
| Zwycięzca                     | 10 000 £  |
| Finał                         | 5000 £    |
| Półfinał                      | 3000 £    |
| Wygrany frejm (faza grupowa)  | 200 £     |
| Wygrany frejm (faza play-off) | 300 £     |
| Najwyższy break               | 1000 £    |
| Łączna pula nagród            | 205 000 £ |

## Zawodnicy

### Etap 1
Grupa 1 (3-4.01.2025): Gary Wilson, Chris Wakelin, Jak Jones, Hossein Vafaei, Ryan Day, Elliot Slessor, Pang Junxu
Grupa 2 (6-7.01.2025): Allister Carter, Si Jiahui, Robert Milkins + 4 snookerzystów z grupy 1
Grupa 3 (8-9.01.2025): Ronnie O’Sullivan, Kyren Wilson, Mark Selby + 4 snookerzystów z grupy 2
Grupa 4 (10-11.01.2025): Jimmy Robertson, Stuart Bingham, Jackson Page, Joe O’Connor, Matthew Selt + 2 snookerzystów z grupy 3
Grupa 5 (20-21.01.2025): Judd Trump, Tom Ford, Neil Robertson + 4 snookerzystów z grupy 4
Grupa 6 (22-23.01.2025): David Gilbert, Jack Lisowski, Noppon Saengkham + 4 snookerzystów z grupy 5
Grupa 7 (24-25.01.2025): Xiao Guodong, Zhou Yuelong, Ricky Walden + 4 snookerzystów z grupy 6
Grupa zwycięzców (4-5.02.2025): 7 zwycięzców poszczególnych grup

## Grupa 1
Mecze rozegrane w dniach 3–4 stycznia 2025.
| Miejsce |                | JUN | VAF | DAY | JON | WAK | SLE | WIL | Frejmy W-L | Mecze W-L | Punkty |
| ------- | -------------- | --- | --- | --- | --- | --- | --- | --- | ---------- | --------- | ------ |
| 1       | Pang Junxu     | X   | 3   | 2   | 0   | 3   | 3   | 3   | 14-9       | 4-2       | 4      |
| 2       | Hossein Vafaei | 0   | X   | 3   | 3   | 2   | 3   | 3   | 14-10      | 4-2       | 4      |
| 3       | Ryan Day       | 3   | 0   | X   | 3   | 1   | 3   | 3   | 13-9       | 4-2       | 4      |
| 4       | Jak Jones      | 3   | 2   | 0   | X   | 2   | 3   | 3   | 13-12      | 3-3       | 3      |
| 5       | Chris Wakelin  | 0   | 3   | 3   | 3   | X   | 1   | 1   | 11-14      | 3-3       | 3      |
| 6       | Elliot Slessor | 1   | 1   | 1   | 1   | 3   | X   | 3   | 10-15      | 2-4       | 2      |
| 7       | Gary Wilson    | 2   | 1   | 0   | 2   | 3   | 2   | X   | 10-16      | 1-5       | 1      |

- Gary Wilson 3-1 Chris Wakelin
- Jak Jones 2-3 Hossein Vafaei
- Pang Junxu 3-0 Chris Wakelin
- Elliot Slessor 1-3 Ryan Day
- Gary Wilson 2-3 Jak Jones
- Hossein Vafaei 3-1 Elliot Slessor
- Chris Wakelin 3-2 Jak Jones
- Ryan Day 3-2 Pang Junxu
- Gary Wilson 1-3 Hossein Vafaei
- Pang Junxu 3-1 Elliot Slessor
- Chris Wakelin 3-2 Hossein Vafaei
- Jak Jones 3-1 Elliot Slessor
- Chris Wakelin 3-1 Ryan Day
- Gary Wilson 2-3 Elliot Slessor
- Jak Jones 0-3 Ryan Day
- Hossein Vafaei 0-3 Pang Junxu
- Chris Wakelin 1-3 Elliot Slessor
- Gary Wilson 2-3 Pang Junxu
- Ryan Day 0-3 Hossein Vafaei
- Jak Jones 3-0 Pang Junxu
- Gary Wilson 0-3 Ryan Day

|  |                          |                          |                          |                |   |                      |                      |                      |
|  | Półfinały Do 3 wygranych | Półfinały Do 3 wygranych | Półfinały Do 3 wygranych |                |   | Finał Do 3 wygranych | Finał Do 3 wygranych | Finał Do 3 wygranych |
|  | Półfinały Do 3 wygranych | Półfinały Do 3 wygranych | Półfinały Do 3 wygranych |                |   | Finał Do 3 wygranych | Finał Do 3 wygranych | Finał Do 3 wygranych |
|  |                          |                          |                          |                |   |                      |                      |                      |
|  |                          |                          |                          |                |   |                      |                      |                      |
|  |                          | Pang Junxu               | 1                        |                |   |                      |                      |                      |
|  |                          | Pang Junxu               | 1                        |                |   |                      |                      |                      |
|  | Walia                    | Jak Jones                | 3                        |                |   |                      |                      |                      |
|  | Walia                    | Jak Jones                | 3                        |                |   | Walia                | Jak Jones            | 1                    |
|  |                          |                          |                          |                |   | Walia                | Jak Jones            | 1                    |
|  |                          |                          |                          | Hossein Vafaei | 3 |                      |                      |                      |
|  |                          | Hossein Vafaei           | 3                        | Hossein Vafaei | 3 |                      |                      |                      |
|  |                          | Hossein Vafaei           | 3                        |                |   |                      |                      |                      |
|  | Walia                    | Ryan Day                 | 1                        |                |   |                      |                      |                      |
|  | Walia                    | Ryan Day                 | 1                        |                |   |                      |                      |                      |
|  |                          |                          |                          |                |   |                      |                      |                      |

## Grupa 2
Mecze rozegrane w dniach 6–7 stycznia 2025.
| Miejsce |                 | JIA | CAR | JON | WAK | MIL | DAY | JUN | Frejmy W-L | Mecze W-L | Punkty |
| ------- | --------------- | --- | --- | --- | --- | --- | --- | --- | ---------- | --------- | ------ |
| 1       | Si Jiahui       | X   | 1   | 3   | 3   | 3   | 3   | 3   | 16-9       | 5-1       | 5      |
| 2       | Allister Carter | 3   | X   | 2   | 3   | 2   | 3   | 2   | 15-13      | 3-3       | 3      |
| 3       | Jak Jones       | 2   | 3   | X   | 3   | 1   | 2   | 3   | 14-11      | 3-3       | 3      |
| 4       | Chris Wakelin   | 2   | 1   | 0   | X   | 3   | 3   | 3   | 12-10      | 3-3       | 3      |
| 5       | Robert Milkins  | 1   | 3   | 3   | 0   | X   | 3   | 1   | 11-13      | 3-3       | 3      |
| 6       | Ryan Day        | 1   | 2   | 3   | 0   | 1   | X   | 3   | 10-14      | 2-4       | 2      |
| 7       | Pang Junxu      | 0   | 3   | 0   | 1   | 3   | 0   | X   | 7-15       | 2-4       | 2      |

- Allister Carter 3-1 Si Jiahui
- Chris Wakelin 3-0 Robert Milkins
- Allister Carter 2-3 Pang Junxu
- Jak Jones 2-3 Ryan Day
- Si Jiahui 3-1 Robert Milkins
- Chris Wakelin 3-0 Ryan Day
- Jak Jones 3-0 Pang Junxu
- Allister Carter 2-3 Robert Milkins
- Pang Junxu 0-3 Ryan Day
- Si Jiahui 3-2 Chris Wakelin
- Allister Carter 2-3 Jak Jones
- Robert Milkins 3-1 Ryan Day
- Si Jiahui 3-1 Ryan Day
- Allister Carter 3-1 Chris Wakelin
- Jak Jones 1-3 Robert Milkins
- Chris Wakelin 3-1 Pang Junxu
- Allister Carter 3-2 Ryan Day
- Si Jiahui 3-0 Pang Junxu
- Chris Wakelin 0-3 Jak Jones
- Si Jiahui 3-2 Jak Jones
- Pang Junxu 3-1 Robert Milkins

|  |                          |                          |                          |           |   |                      |                      |                      |
|  | Półfinały Do 3 wygranych | Półfinały Do 3 wygranych | Półfinały Do 3 wygranych |           |   | Finał Do 3 wygranych | Finał Do 3 wygranych | Finał Do 3 wygranych |
|  | Półfinały Do 3 wygranych | Półfinały Do 3 wygranych | Półfinały Do 3 wygranych |           |   | Finał Do 3 wygranych | Finał Do 3 wygranych | Finał Do 3 wygranych |
|  |                          |                          |                          |           |   |                      |                      |                      |
|  |                          |                          |                          |           |   |                      |                      |                      |
|  |                          | Si Jiahui                | 3                        |           |   |                      |                      |                      |
|  |                          | Si Jiahui                | 3                        |           |   |                      |                      |                      |
|  | Anglia                   | Chris Wakelin            | 2                        |           |   |                      |                      |                      |
|  | Anglia                   | Chris Wakelin            | 2                        |           |   |                      | Si Jiahui            | 3                    |
|  |                          |                          |                          |           |   |                      | Si Jiahui            | 3                    |
|  |                          |                          | Walia                    | Jak Jones | 2 |                      |                      |                      |
|  | Anglia                   | Allister Carter          | Walia                    | Jak Jones | 2 | 1                    |                      |                      |
|  | Anglia                   | Allister Carter          |                          |           |   |                      |                      |                      |
|  | Walia                    | Jak Jones                | 3                        |           |   |                      |                      |                      |
|  | Walia                    | Jak Jones                | 3                        |           |   |                      |                      |                      |
|  |                          |                          |                          |           |   |                      |                      |                      |

## Grupa 3
Mecze rozegrane w dniach 8–9 stycznia 2025.  Ronnie O’Sullivan wycofał się z turnieju po rozegraniu 5 z 6 spotkań z jego udziałem. Wyniki spotkań, w których brał udział nie zostały uwzględnione w tabeli.
| Miejsce |                   | SEL | WIL | CAR | JON | MIL | WAK | OSU | Frejmy W-L | Mecze W-L | Punkty |
| ------- | ----------------- | --- | --- | --- | --- | --- | --- | --- | ---------- | --------- | ------ |
| 1       | Mark Selby        | X   | 3   | 3   | 3   | 3   | 3   | –   | 15-3       | 5-0       | 5      |
| 2       | Kyren Wilson      | 1   | X   | 3   | 3   | 3   | 3   | –   | 13-8       | 4-1       | 4      |
| 3       | Allister Carter   | 1   | 2   | X   | 3   | 3   | 0   | –   | 9-9        | 2-3       | 2      |
| 4       | Jak Jones         | 0   | 1   | 0   | X   | 3   | 3   | –   | 7-13       | 2-3       | 2      |
| 5       | Chris Wakelin     | 0   | 1   | 3   | 2   | X   | 2   | –   | 8-12       | 1-4       | 1      |
| 6       | Robert Milkins    | 1   | 1   | 0   | 2   | 3   | X   | –   | 7-14       | 1-4       | 1      |
| 7       | Ronnie O’Sullivan | –   | –   | –   | –   | –   | –   | X   | 0-0        | 0-0       | 0      |

- Allister Carter 3-0 Robert Milkins
- Mark Selby 3-1 Kyren Wilson
- Ronnie O’Sullivan 2-3 Chris Wakelin
- Allister Carter 3-0 Jak Jones
- Kyren Wilson 3-1 Ronnie O’Sullivan
- Mark Selby 3-1 Robert Milkins
- Ronnie O’Sullivan 2-3 Mark Selby
- Chris Wakelin 2-3 Jak Jones
- Kyren Wilson 3-1 Robert Milkins
- Allister Carter 0-3 Chris Wakelin
- Mark Selby 3-1 Allister Carter
- Ronnie O’Sullivan 3-2 Jak Jones
- Ronnie O’Sullivan 2-3 Robert Milkins
- Kyren Wilson 3-2 Allister Carter
- Mark Selby 3-0 Jak Jones
- Chris Wakelin 2-3 Robert Milkins
- Kyren Wilson 3-1 Chris Wakelin
- Ronnie O’Sullivan w/d-w/o Allister Carter
- Jak Jones 3-2 Robert Milkins
- Mark Selby 3-0 Chris Wakelin
- Kyren Wilson 3-1 Jak Jones

|  |                          |                          |                          |              |   |                      |                      |                      |
|  | Półfinały Do 3 wygranych | Półfinały Do 3 wygranych | Półfinały Do 3 wygranych |              |   | Finał Do 3 wygranych | Finał Do 3 wygranych | Finał Do 3 wygranych |
|  | Półfinały Do 3 wygranych | Półfinały Do 3 wygranych | Półfinały Do 3 wygranych |              |   | Finał Do 3 wygranych | Finał Do 3 wygranych | Finał Do 3 wygranych |
|  |                          |                          |                          |              |   |                      |                      |                      |
|  |                          |                          |                          |              |   |                      |                      |                      |
|  | Anglia                   | Mark Selby               | 1                        |              |   |                      |                      |                      |
|  | Anglia                   | Mark Selby               | 1                        |              |   |                      |                      |                      |
|  | Walia                    | Jak Jones                | 3                        |              |   |                      |                      |                      |
|  | Walia                    | Jak Jones                | 3                        |              |   | Walia                | Jak Jones            | 2                    |
|  |                          |                          |                          |              |   | Walia                | Jak Jones            | 2                    |
|  |                          |                          | Anglia                   | Kyren Wilson | 3 |                      |                      |                      |
|  | Anglia                   | Kyren Wilson             | Anglia                   | Kyren Wilson | 3 | 3                    |                      |                      |
|  | Anglia                   | Kyren Wilson             |                          |              |   |                      |                      |                      |
|  | Anglia                   | Allister Carter          | 2                        |              |   |                      |                      |                      |
|  | Anglia                   | Allister Carter          | 2                        |              |   |                      |                      |                      |
|  |                          |                          |                          |              |   |                      |                      |                      |

## Grupa 4
Mecze rozegrane w dniach 10–11 stycznia 2025.  Barry Hawkins,  Chris Wakelin oraz  Allister Carter wycofali się z turnieju.
| Miejsce |                 | BIN | OCO | SEL | JON | SEL | ROB | PAG | Frejmy W-L | Mecze W-L | Punkty |
| ------- | --------------- | --- | --- | --- | --- | --- | --- | --- | ---------- | --------- | ------ |
| 1       | Stuart Bingham  | X   | 3   | 3   | 0   | 3   | 3   | 3   | 15-7       | 5-1       | 5      |
| 2       | Joe O’Connor    | 0   | X   | 3   | 3   | 2   | 3   | 3   | 14-11      | 4-2       | 4      |
| 3       | Mark Selby      | 0   | 2   | X   | 3   | 3   | 3   | 3   | 14-12      | 4-2       | 4      |
| 4       | Jak Jones       | 3   | 2   | 1   | X   | 3   | 3   | 2   | 14-11      | 3-3       | 3      |
| 5       | Matthew Selt    | 1   | 3   | 2   | 1   | X   | 3   | 3   | 13-13      | 3-3       | 3      |
| 6       | Jimmy Robertson | 2   | 1   | 2   | 1   | 1   | X   | 3   | 10-16      | 1-5       | 1      |
| 7       | Jackson Page    | 1   | 0   | 1   | 3   | 1   | 1   | X   | 7-17       | 1-5       | 1      |

- Jackson Page 1-3 Jimmy Robertson
- Stuart Bingham 3-1 Matthew Selt
- Jak Jones 2-3 Joe O’Connor
- Mark Selby 3-2 Matthew Selt
- Stuart Bingham 3-1 Jackson Page
- Jimmy Robertson 1-3 Joe O’Connor
- Matthew Selt 3-1 Jackson Page
- Mark Selby 3-1 Jak Jones
- Mark Selby 2-3 Joe O’Connor
- Stuart Bingham 3-2 Jimmy Robertson
- Jak Jones 3-1 Matthew Selt
- Jackson Page 0-3 Joe O’Connor
- Matthew Selt 3-1 Jimmy Robertson
- Stuart Bingham 3-0 Joe O’Connor
- Jak Jones 2-3 Jackson Page
- Mark Selby 3-2 Jimmy Robertson
- Matthew Selt 3-2 Joe O’Connor
- Mark Selby 0-3 Stuart Bingham
- Jak Jones 3-1 Jimmy Robertson
- Jak Jones 3-0 Stuart Bingham
- Mark Selby 3-1 Jackson Page

|  |                          |                          |                          |            |   |                      |                      |                      |
|  | Półfinały Do 3 wygranych | Półfinały Do 3 wygranych | Półfinały Do 3 wygranych |            |   | Finał Do 3 wygranych | Finał Do 3 wygranych | Finał Do 3 wygranych |
|  | Półfinały Do 3 wygranych | Półfinały Do 3 wygranych | Półfinały Do 3 wygranych |            |   | Finał Do 3 wygranych | Finał Do 3 wygranych | Finał Do 3 wygranych |
|  |                          |                          |                          |            |   |                      |                      |                      |
|  |                          |                          |                          |            |   |                      |                      |                      |
|  | Anglia                   | Stuart Bingham           | 2                        |            |   |                      |                      |                      |
|  | Anglia                   | Stuart Bingham           | 2                        |            |   |                      |                      |                      |
|  | Walia                    | Jak Jones                | 3                        |            |   |                      |                      |                      |
|  | Walia                    | Jak Jones                | 3                        |            |   | Walia                | Jak Jones            | 0                    |
|  |                          |                          |                          |            |   | Walia                | Jak Jones            | 0                    |
|  |                          |                          | Anglia                   | Mark Selby | 3 |                      |                      |                      |
|  | Anglia                   | Joe O’Connor             | Anglia                   | Mark Selby | 3 | 1                    |                      |                      |
|  | Anglia                   | Joe O’Connor             |                          |            |   |                      |                      |                      |
|  | Anglia                   | Mark Selby               | 3                        |            |   |                      |                      |                      |
|  | Anglia                   | Mark Selby               | 3                        |            |   |                      |                      |                      |
|  |                          |                          |                          |            |   |                      |                      |                      |

## Grupa 5
Mecze rozegrane w dniach 20–21 stycznia 2025.
| Miejsce |                | TRU | JON | SEL | OCO | FOR | BIN | ROB | Frejmy W-L | Mecze W-L | Punkty |
| ------- | -------------- | --- | --- | --- | --- | --- | --- | --- | ---------- | --------- | ------ |
| 1       | Judd Trump     | X   | 3   | 2   | 3   | 3   | 3   | 3   | 17-8       | 5-1       | 5      |
| 2       | Jak Jones      | 1   | X   | 3   | 3   | 3   | 3   | 3   | 16-6       | 5-1       | 5      |
| 3       | Matthew Selt   | 3   | 0   | X   | 2   | 3   | 3   | 2   | 13-14      | 3-3       | 3      |
| 4       | Joe O’Connor   | 2   | 1   | 3   | X   | 2   | 2   | 3   | 13-14      | 2-4       | 2      |
| 5       | Tom Ford       | 1   | 1   | 1   | 3   | X   | 1   | 3   | 10-14      | 2-4       | 2      |
| 6       | Stuart Bingham | 1   | 0   | 2   | 3   | 3   | X   | 1   | 10-15      | 2-4       | 2      |
| 7       | Neil Robertson | 0   | 1   | 3   | 0   | 0   | 3   | X   | 7-15       | 2-4       | 2      |

- Judd Trump 3-1 Tom Ford
- Neil Robertson 3-2 Matthew Selt
- Jak Jones 3-1 Joe O’Connor
- Judd Trump 3-1 Stuart Bingham
- Tom Ford 3-0 Neil Robertson
- Matthew Selt 2-3 Joe O’Connor
- Jak Jones 3-0 Stuart Bingham
- Judd Trump 3-0 Neil Robertson
- Stuart Bingham 3-2 Joe O’Connor
- Tom Ford 1-3 Matthew Selt
- Neil Robertson 0-3 Joe O’Connor
- Judd Trump 3-1 Jak Jones
- Tom Ford 3-2 Joe O’Connor
- Judd Trump 2-3 Matthew Selt
- Jak Jones 3-1 Neil Robertson
- Stuart Bingham 2-3 Matthew Selt
- Tom Ford 1-3 Stuart Bingham
- Judd Trump 3-2 Joe O’Connor
- Jak Jones 3-0 Matthew Selt
- Neil Robertson 3-1 Stuart Bingham
- Jak Jones 3-1 Tom Ford

|  |                          |                          |                          |              |   |                      |                      |                      |
|  | Półfinały Do 3 wygranych | Półfinały Do 3 wygranych | Półfinały Do 3 wygranych |              |   | Finał Do 3 wygranych | Finał Do 3 wygranych | Finał Do 3 wygranych |
|  | Półfinały Do 3 wygranych | Półfinały Do 3 wygranych | Półfinały Do 3 wygranych |              |   | Finał Do 3 wygranych | Finał Do 3 wygranych | Finał Do 3 wygranych |
|  |                          |                          |                          |              |   |                      |                      |                      |
|  |                          |                          |                          |              |   |                      |                      |                      |
|  | Anglia                   | Judd Trump               | 3                        |              |   |                      |                      |                      |
|  | Anglia                   | Judd Trump               | 3                        |              |   |                      |                      |                      |
|  | Anglia                   | Joe O’Connor             | 2                        |              |   |                      |                      |                      |
|  | Anglia                   | Joe O’Connor             | 2                        |              |   | Anglia               | Judd Trump           | 0                    |
|  |                          |                          |                          |              |   | Anglia               | Judd Trump           | 0                    |
|  |                          |                          | Anglia                   | Matthew Selt | 3 |                      |                      |                      |
|  | Walia                    | Jak Jones                | Anglia                   | Matthew Selt | 3 | 1                    |                      |                      |
|  | Walia                    | Jak Jones                |                          |              |   |                      |                      |                      |
|  | Anglia                   | Matthew Selt             | 3                        |              |   |                      |                      |                      |
|  | Anglia                   | Matthew Selt             | 3                        |              |   |                      |                      |                      |
|  |                          |                          |                          |              |   |                      |                      |                      |

## Grupa 6
Mecze rozegrane w dniach 22–23 stycznia 2025.
| Miejsce |                  | OCO | TRU | GIL | SAE | JON | LIS | FOR | Frejmy W-L | Mecze W-L | Punkty |
| ------- | ---------------- | --- | --- | --- | --- | --- | --- | --- | ---------- | --------- | ------ |
| 1       | Joe O’Connor     | X   | 3   | 3   | 3   | 3   | 3   | 3   | 18-2       | 6-0       | 6      |
| 2       | Judd Trump       | 1   | X   | 1   | 3   | 3   | 3   | 3   | 14-11      | 4-2       | 4      |
| 3       | David Gilbert    | 0   | 3   | X   | 1   | 3   | 3   | 3   | 13-9       | 4-2       | 4      |
| 4       | Noppon Saengkham | 0   | 2   | 3   | X   | 1   | 3   | 3   | 12-12      | 3-3       | 3      |
| 5       | Jak Jones        | 0   | 1   | 1   | 3   | X   | 1   | 3   | 9-14       | 2-4       | 2      |
| 6       | Jack Lisowski    | 0   | 2   | 1   | 1   | 3   | X   | 0   | 7-16       | 1-5       | 1      |
| 7       | Tom Ford         | 1   | 0   | 0   | 1   | 1   | 3   | X   | 6-15       | 1-5       | 1      |

- David Gilbert 1-3 Noppon Saengkham
- Judd Trump 3-2 Jack Lisowski
- Tom Ford 1-3 Joe O’Connor
- Judd Trump 3-1 Jak Jones
- David Gilbert 3-1 Jack Lisowski
- Noppon Saengkham 0-3 Joe O’Connor
- Judd Trump 1-3 David Gilbert
- Jak Jones 3-1 Tom Ford
- Jak Jones 0-3 Joe O’Connor
- Jack Lisowski 1-3 Noppon Saengkham
- Judd Trump 3-0 Tom Ford
- David Gilbert 0-3 Joe O’Connor
- Jack Lisowski 0-3 Joe O’Connor
- Judd Trump 3-2 Noppon Saengkham
- Tom Ford 0-3 David Gilbert
- Jak Jones 3-1 Noppon Saengkham
- Judd Trump 1-3 Joe O’Connor
- Jak Jones 1-3 Jack Lisowski
- Tom Ford 1-3 Noppon Saengkham
- Jak Jones 1-3 David Gilbert
- Tom Ford 3-0 Jack Lisowski

|  |                          |                          |                          |            |   |                      |                      |                      |
|  | Półfinały Do 3 wygranych | Półfinały Do 3 wygranych | Półfinały Do 3 wygranych |            |   | Finał Do 3 wygranych | Finał Do 3 wygranych | Finał Do 3 wygranych |
|  | Półfinały Do 3 wygranych | Półfinały Do 3 wygranych | Półfinały Do 3 wygranych |            |   | Finał Do 3 wygranych | Finał Do 3 wygranych | Finał Do 3 wygranych |
|  |                          |                          |                          |            |   |                      |                      |                      |
|  |                          |                          |                          |            |   |                      |                      |                      |
|  | Anglia                   | Joe O’Connor             | 3                        |            |   |                      |                      |                      |
|  | Anglia                   | Joe O’Connor             | 3                        |            |   |                      |                      |                      |
|  | Tajlandia                | Noppon Saengkham         | 2                        |            |   |                      |                      |                      |
|  | Tajlandia                | Noppon Saengkham         | 2                        |            |   | Anglia               | Joe O’Connor         | 0                    |
|  |                          |                          |                          |            |   | Anglia               | Joe O’Connor         | 0                    |
|  |                          |                          | Anglia                   | Judd Trump | 3 |                      |                      |                      |
|  | Anglia                   | Judd Trump               | Anglia                   | Judd Trump | 3 | 3                    |                      |                      |
|  | Anglia                   | Judd Trump               |                          |            |   |                      |                      |                      |
|  | Anglia                   | David Gilbert            | 1                        |            |   |                      |                      |                      |
|  | Anglia                   | David Gilbert            | 1                        |            |   |                      |                      |                      |
|  |                          |                          |                          |            |   |                      |                      |                      |

## Grupa 7
Mecze rozegrane w dniach 24–25 stycznia 2025.  Jak Jones wycofał się z turnieju po rozegraniu 1 z 6 spotkań z jego udziałem, meczu z Rickym Waldenem. Wyniki spotkań, w których brał udział nie zostały uwzględnione w tabeli.
| Miejsce |                  | WAL | GUO | SAE | GIL | YUE | OCO | JON | Frejmy W-L | Mecze W-L | Punkty |
| ------- | ---------------- | --- | --- | --- | --- | --- | --- | --- | ---------- | --------- | ------ |
| 1       | Ricky Walden     | X   | 3   | 3   | 3   | 3   | 3   | –   | 15-7       | 5-0       | 5      |
| 2       | Xiao Guodong     | 1   | X   | 3   | 3   | 3   | 3   | –   | 13-8       | 4-1       | 4      |
| 3       | Noppon Saengkham | 1   | 1   | X   | 3   | 2   | 3   | –   | 10-10      | 2-3       | 2      |
| 4       | David Gilbert    | 2   | 1   | 1   | X   | 3   | 3   | –   | 10-11      | 2-3       | 2      |
| 5       | Zhou Yuelong     | 1   | 1   | 3   | 1   | X   | 3   | –   | 9-11       | 2-3       | 2      |
| 6       | Joe O’Connor     | 2   | 2   | 0   | 1   | 0   | X   | –   | 5-15       | 0-5       | 0      |
| 7       | Jak Jones        | –   | –   | –   | –   | –   | –   | X   | 0-0        | 0-0       | 0      |

- Jak Jones 0-3 Ricky Walden
- Xiao Guodong 3-1 Zhou Yuelong
- Xiao Guodong 3-1 Noppon Saengkham
- David Gilbert 3-1 Joe O’Connor
- Jak Jones w/d-w/o David Gilbert
- Zhou Yuelong 1-3 Ricky Walden
- Xiao Guodong 1-3 Ricky Walden
- Noppon Saengkham 3-0 Joe O’Connor
- Jak Jones w/d-w/o Zhou Yuelong
- David Gilbert 1-3 Noppon Saengkham
- Xiao Guodong 3-2 Joe O’Connor
- David Gilbert 2-3 Ricky Walden
- Xiao Guodong w/o-w/d Jak Jones
- David Gilbert 3-1 Zhou Yuelong
- Jak Jones w/d-w/o Noppon Saengkham
- Joe O’Connor 2-3 Ricky Walden
- Noppon Saengkham 2-3 Zhou Yuelong
- Xiao Guodong 3-1 David Gilbert
- Zhou Yuelong 3-0 Joe O’Connor
- Jak Jones w/d-w/o Joe O’Connor
- Noppon Saengkham 1-3 Ricky Walden

|  |                          |                          |                          |              |   |                      |                      |                      |
|  | Półfinały Do 3 wygranych | Półfinały Do 3 wygranych | Półfinały Do 3 wygranych |              |   | Finał Do 3 wygranych | Finał Do 3 wygranych | Finał Do 3 wygranych |
|  | Półfinały Do 3 wygranych | Półfinały Do 3 wygranych | Półfinały Do 3 wygranych |              |   | Finał Do 3 wygranych | Finał Do 3 wygranych | Finał Do 3 wygranych |
|  |                          |                          |                          |              |   |                      |                      |                      |
|  |                          |                          |                          |              |   |                      |                      |                      |
|  | Anglia                   | Ricky Walden             | 2                        |              |   |                      |                      |                      |
|  | Anglia                   | Ricky Walden             | 2                        |              |   |                      |                      |                      |
|  | Anglia                   | David Gilbert            | 3                        |              |   |                      |                      |                      |
|  | Anglia                   | David Gilbert            | 3                        |              |   | Anglia               | David Gilbert        | 2                    |
|  |                          |                          |                          |              |   | Anglia               | David Gilbert        | 2                    |
|  |                          |                          |                          | Xiao Guodong | 3 |                      |                      |                      |
|  |                          | Xiao Guodong             | 3                        | Xiao Guodong | 3 |                      |                      |                      |
|  |                          | Xiao Guodong             | 3                        |              |   |                      |                      |                      |
|  | Tajlandia                | Noppon Saengkham         | 0                        |              |   |                      |                      |                      |
|  | Tajlandia                | Noppon Saengkham         | 0                        |              |   |                      |                      |                      |
|  |                          |                          |                          |              |   |                      |                      |                      |

## Grupa Zwycięzców
Mecze rozegrane w dniach 4–5 lutego 2025.
| Miejsce |                | TRU | SEL | VAF | WIL | GUO | SLT | JIA | Frejmy W-L | Mecze W-L | Punkty |
| ------- | -------------- | --- | --- | --- | --- | --- | --- | --- | ---------- | --------- | ------ |
| 1       | Judd Trump     | X   | 3   | 3   | 3   | 3   | 3   | 3   | 18-9       | 6-0       | 6      |
| 2       | Mark Selby     | 2   | X   | 3   | 3   | 3   | 2   | 3   | 16-11      | 4-2       | 4      |
| 3       | Hossein Vafaei | 2   | 0   | X   | 1   | 3   | 3   | 3   | 12-9       | 3-3       | 3      |
| 4       | Kyren Wilson   | 0   | 1   | 3   | X   | 0   | 3   | 3   | 10-12      | 3-3       | 3      |
| 5       | Xiao Guodong   | 2   | 2   | 0   | 3   | X   | 3   | 2   | 12-12      | 2-4       | 2      |
| 6       | Matthew Selt   | 2   | 3   | 0   | 0   | 0   | X   | 3   | 8-15       | 2-4       | 2      |
| 7       | Si Jiahui      | 1   | 2   | 0   | 2   | 3   | 1   | X   | 9-17       | 1-5       | 1      |

- Judd Trump 3-1 Si Jiahui
- Kyren Wilson 0-3 Xiao Guodong
- Judd Trump 3-2 Mark Selby
- Hossein Vafaei 3-0 Matthew Selt
- Kyren Wilson 3-0 Matthew Selt
- Si Jiahui 3-2 Xiao Guodong
- Mark Selby 3-0 Hossein Vafaei
- Judd Trump 3-2 Xiao Guodong
- Kyren Wilson 3-2 Si Jiahui
- Mark Selby 2-3 Matthew Selt
- Xiao Guodong 3-0 Matthew Selt
- Judd Trump 3-2 Hossein Vafaei
- Judd Trump 3-0 Kyren Wilson
- Si Jiahui 1-3 Matthew Selt
- Xiao Guodong 0-3 Hossein Vafaei
- Kyren Wilson 1-3 Mark Selby
- Judd Trump 3-2 Matthew Selt
- Mark Selby 3-2 Si Jiahui
- Kyren Wilson 3-1 Hossein Vafaei
- Mark Selby 3-2 Xiao Guodong
- Si Jiahui 0-3 Hossein Vafaei

|  |                          |                          |                          |            |   |                      |                      |                      |
|  | Półfinaly Do 3 wygranych | Półfinaly Do 3 wygranych | Półfinaly Do 3 wygranych |            |   | Finał Do 3 wygranych | Finał Do 3 wygranych | Finał Do 3 wygranych |
|  | Półfinaly Do 3 wygranych | Półfinaly Do 3 wygranych | Półfinaly Do 3 wygranych |            |   | Finał Do 3 wygranych | Finał Do 3 wygranych | Finał Do 3 wygranych |
|  |                          |                          |                          |            |   |                      |                      |                      |
|  |                          |                          |                          |            |   |                      |                      |                      |
|  | Anglia                   | Judd Trump               | 0                        |            |   |                      |                      |                      |
|  | Anglia                   | Judd Trump               | 0                        |            |   |                      |                      |                      |
|  | Anglia                   | Kyren Wilson             | 3                        |            |   |                      |                      |                      |
|  | Anglia                   | Kyren Wilson             | 3                        |            |   | Anglia               | Kyren Wilson         | 0                    |
|  |                          |                          |                          |            |   | Anglia               | Kyren Wilson         | 0                    |
|  |                          |                          | Anglia                   | Mark Selby | 3 |                      |                      |                      |
|  | Anglia                   | Mark Selby               | Anglia                   | Mark Selby | 3 | 3                    |                      |                      |
|  | Anglia                   | Mark Selby               |                          |            |   |                      |                      |                      |
|  |                          | Hossein Vafaei           | 1                        |            |   |                      |                      |                      |
|  |                          | Hossein Vafaei           | 1                        |            |   |                      |                      |                      |
|  |                          |                          |                          |            |   |                      |                      |                      |

## Breaki stupunktowe
- 147(Z), 141, 140(3), 135, 134, 134, 129, 127, 125, 120, 120, 120, 111, 110, 107, 105, 100, 100  Mark Selby
- 147(2), 139, 135(1), 135, 134, 134, 129, 127, 127, 127, 126, 126, 126, 124, 120, 119, 117, 116, 115, 115, 115, 113, 113, 109, 109, 107, 106, 103, 103, 102, 101, 100  Jak Jones
- 147(7), 135, 133, 124, 120, 101, 100  David Gilbert
- 143(4), 136, 133, 126, 121, 121, 120, 110, 103  Stuart Bingham
- 143, 133, 132, 104, 101, 100  Si Jiahui
- 143(6)  Noppon Saengkham
- 140, 139, 138, 136, 135, 134, 130, 127, 120, 119, 113, 112, 108, 107, 106, 106, 105, 104, 103, 103, 103, 101, 100,  Judd Trump
- 140, 138(5), 138, 134, 128, 127, 119, 117, 116, 111, 106, 103  Joe O’Connor
- 140, 116, 103  Jack Lisowski
- 137, 107, 104  Tom Ford
- 135, 131  Zhou Yuelong
- 135, 130, 128, 128, 123, 122, 105, 101, 100, 100, 100  Xiao Guodong
- 134, 122, 121, 101  Ryan Day
- 134, 116, 110  Allister Carter
- 131, 113  Robert Milkins
- 130, 120, 113, 101  Kyren Wilson
- 130, 117, 102  Ricky Walden
- 129, 129, 121, 121, 119, 117, 101  Hossein Vafaei
- 129, 123, 111, 105, 105, 104, 103, 102, 102, 102, 100  Matthew Selt
- 128, 106, 101  Ronnie O’Sullivan
- 127, 125, 124, 110, 104  Pang Junxu
- 124, 116, 106, 105, 104  Chris Wakelin
- 111  Elliot Slessor
- 101  Jimmy Robertson
- 100  Neil Robertson

Uwaga: wytłuszczeniem oznaczono najwyższy break w danej grupie. Numer grupy podany w nawiasie.